# Đề cương chính trị
Các phác thảo dưới đây được cung cấp như là một cái nhìn tổng quan và hướng dẫn cho chủ đề chính trị và khoa học chính trị
Chính trị (tiếng Anhː Politics) là hoạt động trong lĩnh vực quan hệ giữa các giai cấp, cũng như các dân tộc và các quốc gia với vấn đề giành, giữ, tổ chức và sử dụng quyền lực Nhà nước; là sự tham gia của nhân dân vào công việc của Nhà nước và xã hội, là hoạt động chính trị thực tiễn của giai cấp, các đảng phái chính trị, các nhà nước nhằm tìm kiếm những khả năng thực hiện đường lối và những mục tiêu đã đề ra nhằm thỏa mãn lợi ích.
Khoa học chính trị là một ngành nghiên cứu lý thuyết và thực tiễn của chính trị, miêu tả và phân tích các hệ thống chính trị và các ứng xử chính trị.

## Lịch sử chính trị
- Thế giới
- Châu Á
- Châu Âu
- Châu Phi
- Châu Mỹ
- Châu Úc
- Thế kỷ 18
- Thế kỷ 19
- Thế kỷ 20
- Thế kỷ 21

## Nghiên cứu khoa học chính trị
- Chính trị học
- Triết học chính trị
- Xã hội học chính trị
- Kinh tế chính trị học
- Quan hệ quốc tế
- Quản trị công
- Hành chính công
- Chính trị so sánh

## Hệ tư tưởng chính trị
- Cánh tả
- Trung dung
- Cánh hữu
- Chủ nghĩa bảo thủ
- Chủ nghĩa cá nhân
- Chủ nghĩa cải cách
- Chủ nghĩa chuyên chế
- Chủ nghĩa vị lợi
- Chủ nghĩa công nghiệp
- Chủ nghĩa công xã
- Chủ nghĩa cộng đồng
- Chủ nghĩa cộng hòa
- Chủ nghĩa cộng sản
- Chủ nghĩa cơ yếu
- Chủ nghĩa cuồng tín
- Chủ nghĩa cực đoan
- Dân chủ Kitô giáo
- Dân chủ xã hội
- Chủ nghĩa dân tộc
- Chủ nghĩa hiến pháp
- Chủ nghĩa Hồi giáo
- Chủ nghĩa môi trường
- Chủ nghĩa nam giới
- Chủ nghĩa nữ quyền
- Chủ nghĩa phát xít
- Chủ nghĩa phân phối
- Chế độ quân chủ
- Chủ nghĩa quân phiệt
- Chủ nghĩa tiến bộ
- Chủ nghĩa toàn cầu
- Chủ nghĩa tư bản
- Chủ nghĩa tự do
- Chủ nghĩa tự do cá nhân
- Chủ nghĩa triệt để
- Chủ nghĩa trí thức
- Chủ nghĩa vô chính phủ
- Chủ nghĩa xã hội
- Chính trị xanh

## Thể chế chính trị
- Dân chủ (Dân chủ trực tiếp, Dân chủ đại nghị, Dân chủ tự do)
- Cộng hòa (Cộng hòa lập hiến, Cộng hòa đại nghị, Cộng hòa xã hội, Cộng hòa tư bản)
- Quân chủ (Quân chủ tuyệt đối, Quân chủ lập hiến)
- Chế độ độc tài
- Chế độ phong kiến
- Chế độ chuyên quyền
- Chế độ đạo tặc
- Chế độ nhân tài
- Chế độ tài phiệt
- Chủ nghĩa tuyệt đối
- Chủ nghĩa vô chính phủ
- Chủ nghĩa bảo thủ
- Chủ nghĩa tập đoàn
- Chủ nghĩa bình quyền
- Chủ nghĩa phát xít
- Chủ nghĩa liên bang
- Chủ nghĩa tự do
- Chủ nghĩa cực đoan
- Chủ nghĩa dân tộc
- Chủ nghĩa xã hội
- Chủ nghĩa toàn trị
- Chủ nghĩa cộng sản
- Chủ nghĩa đế quốc

## Tổ chức chính trị

### Đảng phái chính trị
- Dân chủ phi đảng phái
- Hệ thống đơn đảng
- Hệ thống hai đảng
- Hệ thống đa đảng
- Đảng Cộng hòa
- Đảng Dân chủ
- Đảng Tự do
- Đảng Cộng sản
- Đảng Xã hội
- Đảng cầm quyền

### Nhà nước
- Nhà nước chiếm hữu nô lệ
- Nhà nước phong kiến
- Nhà nước tư bản chủ nghĩa
- Nhà nước xã hội chủ nghĩa
- Nhà nước quân chủ
- Nhà nước cộng hòa
- Nhà nước đơn nhất
- Nhà nước liên bang
- Nhà nước liên hiệp
- Lập pháp (Quốc hội, Nghị viện, Hạ viện)
- Hành pháp (Chính phủ)
- Tư pháp (Tòa án, Viện kiểm sát)

### Các tổ chức liên minh đại diện
- Liên Hợp Quốc

## Xã hội chính trị

### Địa chính trị
- Chủ quyền
- Thuộc địa
- Lãnh thổ
- Hành chính

### Tham nhũng chính trị
- Hối lộ
- Lợi ích nhóm

### Phong trào chính trị
- Bầu cử
- Biểu tình
- Bê bối
- Xung đột
- Đảo chính

## Kinh tế chính trị
- Giai cấp
- Sở hữu
- Quan hệ sản xuất
- Kinh tế chính trị Marx-Lenin
- Kinh tế chính trị quốc tế
- Chính trị toàn cầu

## Văn hóa chính trị

### Nhân vật chính trị
- Vua, Chúa
- Danh sách các học giả chính trị
- Danh sách các chính khách nổi tiếng

### Tác phẩm chính trị
- Sách chính trị
- Phim chính trị
- Văn học chính trị

## Chính trị theo thể loại
- Chính trị Châu Á
- Chính trị Châu Âu
- Chính trị Châu Mỹ
- Chính trị Châu Úc
- Chính trị Châu Phi